# 总序豆腐柴
总序豆腐柴（学名：Premna racemosa）为马鞭草科豆腐柴属下的一个种。

## 扩展阅读
- 維基物種上的相關：总序豆腐柴